# 登頓和里迪什 (英國國會選區)

選區在大曼徹斯特郡的位置

登頓和里迪什（英語：Denton and Reddish），英國國會一自治市選區，位於大曼徹斯特郡東南部、曼徹斯特東南，包括斯托克波特都市自治市北部兩個地方選區和泰姆賽德西南部五個地方選區。
自1983年創設以來一直支持工黨。在2010年大選中，自2005年以來任當區議員的安德魯·格恩以51.0%選票連任成功。